# Consejo Nacional de Desarrollo (República de China)
El Consejo Nacional de Desarrollo es la agencia de planificación de políticas del Yuan Ejecutivo de la República de China.

## Historia
El CND se formó el 22 de enero de 2014 tras la fusión del Consejo de Planificación y Desarrollo Económico, la Comisión de Investigación, Desarrollo y Evaluación, parte de la Comisión de Construcción Pública y parte del Centro de Procesamiento de Gestión de Datos de la Dirección General de Presupuesto, Contabilidad y Estadística.

## Estructura organizativa
- Departamento de Planificación General
- Departamento de Desarrollo Económico
- Departamento de Desarrollo Social
- Departamento de Desarrollo Industrial
- Departamento de Desarrollo de Recursos Humanos
- Departamento de Planificación y Desarrollo Territorial Nacional
- Departamento de Supervisión y Evaluación
- Departamento de Gestión de la Información
- Centro de Reforma Regulatoria
- Secretaría
- Personal de oficina
- Oficina de Ética del Servicio Civil
- Oficina de Presupuesto, Contabilidad y Estadística

## Lista de Ministros
| N.º | Titular                  | Periodo                 | Periodo                 | Días | Partido       | Primer ministro                 |
| --- | ------------------------ | ----------------------- | ----------------------- | ---- | ------------- | ------------------------------- |
| 1   | Kuan Chung-ming (管中閔) | 22 de enero de 2014     | 4 de febrero de 2015    | 378  | Kuomintang    | Jiang Yi Huah Mao Chi-kuo       |
| 2   | Woody Duh (杜紫軍)       | 4 de febrero de 2015    | 31 de enero de 2016     | 361  | Independiente | Mao Chi-kuo                     |
| 3   | Lin Chu-chia (林祖嘉)    | 1 de febrero de 2016    | 19 de mayo de 2016      | 108  | Independiente | Chang San Cheng                 |
| 4   | Chen Tain-jy (陳添枝)    | 20 de mayo de 2016      | 7 de septiembre de 2017 | 475  |               | Lin Chuan                       |
| 5   | Chen Mei-ling (陳美伶)   | 8 de septiembre de 2017 | 19 de mayo de 2020      | 984  |               | Guillermo Lai Su Tseng-chang II |
| 6   | Kung Ming-hsin (龔明鑫)  | 20 de mayo de 2020      | Titular                 | 1037 |               | Su Tseng-chang II               |

## Transporte y acceso
Se puede acceder al edificio del consejo a poca distancia al oeste de la estación del hospital NTU del Metro de Taipéi.